# Большекрутский сельсовет
Большекрутский сельсовет — упразднённая административно-территориальная единица, существовавшая на территории Московской губернии и Московской области до 1939 года.
Крутовский сельсовет был образован в 1925 году в составе Серединской волости Волоколамского уезда Московской губернии. В 1926 году он был присоединён к Косиловскому с/с, но уже в 1927 году восстановлен как Большекрутский сельсовет.
В 1929 году Большекрутский с/с был отнесён к Шаховскому району Московского округа Московской области.
17 июля 1939 года Большекрутский с/с был упразднён, а его территория в полном составе (селения Большое Крутое и Малое Крутое) передана в Архангельский с/с.